# ミトコンドリアDNA
ミトコンドリアDNA（mtDNA, mDNA）とは、細胞小器官であるミトコンドリア内にあるDNAのこと。ミトコンドリアが細胞内共生由来であるとする立場から、ミトコンドリアゲノムと呼ぶ場合もある。

## 概要
ミトコンドリアDNA は、ミトコンドリアの持つたんぱく質などに関する情報が主に含まれており、ミトコンドリアが分裂する際に複製が行われる。ミトコンドリアに必要な情報の一部は核DNAに含まれており、ミトコンドリアは細胞の外で単体では存在できない。また逆に細胞が必要とするエネルギーを、酸素を利用して取り出せるのはミトコンドリアの働きによっており、細胞それ自体もミトコンドリアなしには生存できない。これらのことはミトコンドリアが細胞内共生由来であるという仮説の傍証となっている。
一般にミトコンドリア病と呼ばれるミトコンドリアの異常によって起こる疾病も、ミトコンドリアDNAの異常に起因するものと、核DNAの異常に起因するものとがある。
ミトコンドリアDNAの遺伝子多型は、肥満しやすさの個体差に関係していると考えられている。
さらに、近年ではミトコンドリアDNAにおける変異が、がんの転移能に影響を与えているという報告もある。(Hayashi et al, 2008)

## 特徴
ミトコンドリアDNAは一般的にGC含量が低く(20-40%)、基本単位が数十kb (kilo base : 塩基対1000個単位) 程度であり、電子伝達系に関わるタンパク質、リボソームRNAやtRNAなど数十種類の遺伝子を持っている。しかしDNA分子の大きさや形状、コードされている遺伝子の数や種類などは、生物によって大きく異なる。
遺伝子地図などではミトコンドリアDNAが環状に表現されることが多い。しかし物理的に環状のミトコンドリアDNAを持つ生物は、高等動物やキネトプラスト類などごく一部に限られる。多くの生物ではDNA分子が、環状の基本構造からトイレットペーパーを引き出すかのように連続的に複製され、その結果ミトコンドリアDNAの全ての部位が二重螺旋構造であり、大部分が基本単位が何度も繰り返す線状反復構造になっている。また少数派ではあるが、常に線状のミトコンドリアDNAを持つ生物も存在している。

### 高等動物
ヒトを含む高等動物のミトコンドリアDNAはいずれも比較的似通っており、大きさ16 kb前後の単一の環状DNAで構成されている。遺伝子は37あり、その内訳は、呼吸鎖複合体のサブユニットが13、tRNAが22、rRNAが2となっている。遺伝子の配置は多種多様であるが、脊椎動物では魚類から哺乳類まで基本的には同じ配置になっている。線形動物、二枚貝などは遺伝子の種類がわずかに異なり、刺胞動物はゲノムが線状であるなど例外的である。

シラミ類のミトコンドリアゲノムは全く異なる構成をしており、それぞれが1ないし3の遺伝子を持つ3-4kbという小さな環状DNAが18種も存在している。

### 陸上植物
陸上植物のミトコンドリアDNAは数多くの反復配列を含んでおり、相同組換えによって様々な構造のDNA分子が生じている。しかし制限酵素を用いた解析によって再構築した「マスターサークル」分子を元来のミトコンドリアDNAと考えることができる。マスターサークルの大きさは最小でも200 kb前後と大きく、最大のものでは2400 kbにもなっている。高等動物のミトコンドリアDNAに含まれている遺伝子以外に、リボソームのタンパク質サブユニットをコードする遺伝子が10以上含まれており、合計の遺伝子数は100弱にもなる。また遺伝子中にグループ2イントロンが多く見出されることが特徴的である。

### 特徴的な生物
レクリノモナス(Reclinomonas americana)は、原始的なミトコンドリアDNAを持っていることで有名になった原生生物である。およそ70kbの環状DNAにタンパク質とRNAを合わせて98遺伝子があり、そのうち18は他のミトコンドリアDNAには全く見付からない。特に細菌と同様のRNAポリメラーゼ遺伝子群が存在する点は特徴的である。
これまで知られている限り最も小さなミトコンドリアDNAを持つ生物は、マラリア原虫やピロプラズマを含むアピコンプレックス門の原虫である。大きさわずか6 kbの線状ゲノムであり、電子伝達系に関わる3つのタンパク質遺伝子と、断片化されたリボソームRNA遺伝子群のみが存在している。tRNAはミトコンドリアDNA上には全く存在しないため、すべてが細胞質から輸送されていると考えられている。
キネトプラスト類のミトコンドリアでは、20kb程度の環状DNA（マキシサークル）に20前後の遺伝子が存在している以外に、1kb程度の小さな環状DNA（ミニサークル）が1万以上ある。マキシサークル上の遺伝子情報はそのままでは翻訳することができず、無数のミニサークルから転写されるガイドRNAを使ってRNA編集を行う必要がある。

## コドン表
ミトコンドリアはミトコンドリア核内で保管元となるDNAから遺伝情報をmRNAに転写した後、mRNAはミトコンドリアのリボソームに移動し、アミノ酸の付いたtRNAの3塩基がmRNAのヌクレオチドと相補的に結びつくことで、tRNAが運ぶアミノ酸の配列が決まり、目的のタンパク質を合成する。これら一連の翻訳過程は細胞の遺伝子翻訳とほとんど同じであるが、共に20個のアミノ酸を規定する64個の組み合わせの内、7ヶ所に対応するアミノ酸が異なっている。
この翻訳過程でのmRNA上にあるコドンとそれが指定するアミノ酸との対応関係を示した「コドン表」を以下に示す。
| 第1塩基 | 第2塩基                  | 第2塩基    | 第2塩基             | 第2塩基                   | 第3塩基 |
| 第1塩基 | U                        | C          | A                   | G                         | 第3塩基 |
| ------- | ------------------------ | ---------- | ------------------- | ------------------------- | ------- |
| U       | フェニルアラニン         | セリン     | チロシン            | システイン                | U       |
| U       | フェニルアラニン         | セリン     | チロシン            | システイン                | C       |
| U       | ロイシン                 | セリン     | チロシン 終止コドン | トリプトファン 終止コドン | A       |
| U       | ロイシン                 | セリン     | 終止コドン          | トリプトファン            | G       |
| C       | ロイシン                 | プロリン   | ヒスチジン          | アルギニン                | U       |
| C       | ロイシン                 | プロリン   | ヒスチジン          | アルギニン                | C       |
| C       | ロイシン                 | プロリン   | グルタミン          | アルギニン                | A       |
| C       | ロイシン                 | プロリン   | グルタミン          | アルギニン                | G       |
| A       | イソロイシン             | トレオニン | アスパラギン        | セリン                    | U       |
| A       | イソロイシン             | トレオニン | アスパラギン        | セリン                    | C       |
| A       | メチオニン イソロイシン  | トレオニン | アスパラギン リジン | セリン アルギニン         | A       |
| A       | メチオニン（開始コドン） | トレオニン | アスパラギン リジン | グリシン アルギニン       | G       |
| G       | バリン                   | アラニン   | アスパラギン酸      | グリシン                  | U       |
| G       | バリン                   | アラニン   | アスパラギン酸      | グリシン                  | C       |
| G       | バリン                   | アラニン   | グルタミン酸        | グリシン                  | A       |
| G       | バリン                   | アラニン   | グルタミン酸        | グリシン                  | G       |

## 伝達様式
ミトコンドリアは卵子の細胞質に約25万存在する。精子鞭毛基部にもわずかに存在するが、一般的に精子由来の物は受精前後に何らかの形で排除される。そのためもともとの卵子の中にあったミトコンドリアのみが細胞分裂後も引き継がれることになり、ミトコンドリアDNAは常に母性遺伝すると考えられる。父親から受け継いだという例も1例報告されているが、その患者はミトコンドリア酵素複合体の不足と重い運動機能障害を抱えている。
哺乳類の精子に含まれるミトコンドリアは、一般に受精後卵細胞の中で死滅してしまうとされる。精子由来のミトコンドリア（ミトコンドリアDNAを含む）は、後で胚の中で破壊されるようにユビキチンによる印が付けられることが1999年に報告されている。時に、例えばハイブリッド種において、このプロセスは失敗に終わる。

## ミトコンドリアDNAを利用した研究
ミトコンドリアDNAは、母親から子に受け継がれる特性を生かして、家系を追跡するための研究に利用される。
有名なものにはブライアン・サイクス著『イヴの七人の娘たち(原題The Seven Daughters of Eve)』 がある。現代のヨーロッパ人はほぼ7つのクラスター（群）に分けることができ、理論的にそのクラスターの元となる配列をもたらしたのは、旧石器時代の7人の女性だと考えられる。
更にアジアやアフリカ人の遺伝子も検証したところ、現代に生きる世界中の人々の母系先祖はアフリカの1人の女性であると推定することができるという、いわゆるミトコンドリア・イブの理論も同様の分析に基づくものである。
また、Svante Pääboらは、ヨーロッパのイヌの先祖を追いかけて母系の4系統へとさかのぼる研究を発表している。
ただし、ミトコンドリアDNAは母系をたどることしかできないため、人類の系統や移住の足跡をたどるためには、学問的には不十分である。そのため人類の足跡をたどるためには、父系の系統のみをたどることができるY染色体の分析と併せ検証するか、或いは人類の核DNAそのものを分析する必要がある。
一例として、南アメリカのコロンビア人を調査したところ、ミトコンドリアDNAは、ほぼ全ての人がモンゴロイド系の特徴を持っていたが、Y染色体はほぼ全てがヨーロッパ系コーカソイド（特にスペイン人）に特徴的なタイプのみであった。逆に東ヨーロッパの諸民族のミトコンドリアDNAはほぼ全てコーカソイド系であったが、Y染色体及び核DNAにはモンゴロイド系の特徴を持っている人々が少なからず発見された。
ナショナルジオグラフィック協会のジェノグラフィック・プロジェクトのプロジェクト・ディレクターであるスペンサー・ウェルズ博士は、人類が最初に出アフリカを果たした時から、約5万年にも及ぶ人類の移動経路を明らかにするためにY染色体やミトコンドリアDNAなどの遺伝子データを用いて研究を行っている。
また、犯罪の現場で毛髪が見つかったがDNA型鑑定が行なえないような場合に（自然に落ちた毛髪などは、毛根部分にDNA鑑定の対象にする組織が残っていない事がある）、ある人物を容疑者として捜査の対象に含めておくべきか、外してもよいかを決定する判断材料として、毛髪内のミトコンドリアDNA（毛髪内でもミトコンドリアDNAは残存している）が利用される。
ミトコンドリアによる系譜の研究がすすめられた時期は「遺伝的刷り込み」と呼ばれる現象が遺伝学的にまだ考慮されていなかったため、ミトコンドリア遺伝子が「母親由来のゲノムからのみ発現する遺伝子群（Maternally expressed genes、MEG）」であるとすれば、男性の身体では単に非発現状態で休眠しているだけであり、この論は齟齬を含んでいるのではないかという人があるが、父親と母親から一つずつ一対の遺伝子を受け継ぐことになっている核DNAで、一方の遺伝情報を発現させるために起こる遺伝的刷り込みが、環状のミトコンドリアDNAに対してどう関係するのかという疑問がある。